# Madiran (AOC)
Pour la commune, voir Madiran.
Le madiran est un vin rouge français d'appellation d'origine contrôlée produit dans les départements du Gers, des Hautes-Pyrénées et des Pyrénées-Atlantiques, dans le Sud-Ouest de la France.
Le vignoble de 1 300 hectares, établi sur des terrains sédimentaires, produit des vins rouges très puissants et charpentés. Ils accompagnent la gastronomie régionale, le canard et les viandes en sauce ou grillées.

## Histoire

### Antiquité
Le vignoble est très ancien. À l'époque gallo-romaine, les vignes sont très présentes et le vin également, comme en témoignent les vestiges locaux de l'époque, notamment la mosaïque de Taron qui représente une vigne. Le commerce du vin est également florissant mais demeure surtout local.

### Moyen Âge
La véritable structuration du vignoble débute avec la fondation du monastère de Madiran en 1030. Des moines de l'abbaye de Marcilhac-sur-Célé (Lot) s'installent et dédient un monastère à Marie.
Très vite, la renommée du vin de Madiran sera assurée par les pèlerins de Saint-Jacques-de-Compostelle empruntant la voie Aire-sur-l'Adour-Lescar, passant par Saint-Mont et Madiran. Il est donc devenu naturellement un vin des pèlerins et un vin de messe.
La légende veut que l'occupation du Béarn par le Prince Noir, qui devint en 1360 le prince d'Aquitaine, permit aux Anglais de découvrir le vin de Madiran.
Certains le croient alors largement exporté en Angleterre, mais il semble qu'il ait en réalité plutôt été l'objet d'un commerce intense avec les vallées pyrénéennes.

### Période moderne
Au début du XVIIe siècle, le prieuré devient la propriété des Jésuites de Toulouse. Les crises du XVIIIe siècle et du XIXe siècle vont freiner son essor. Avec le phylloxera, c'est la quasi-disparition du vignoble. Par la suite, les vignerons replantent, sélectionnent les meilleurs terrains et se regroupent en un syndicat en 1906 et obtiennent la première délimitation du terroir Madiran en 1909.

### Période contemporaine
Le madiran (de la ville du même nom) est classé AOC depuis le 10 juillet 1948. Sa zone de production chevauche trois départements : le Gers, les Hautes-Pyrénées et les Pyrénées-Atlantiques.
De nos jours, les vignerons de Madiran ont adopté « Janus » (un dieu romain) comme symbole.

## Géographie

### Aire d'appellation

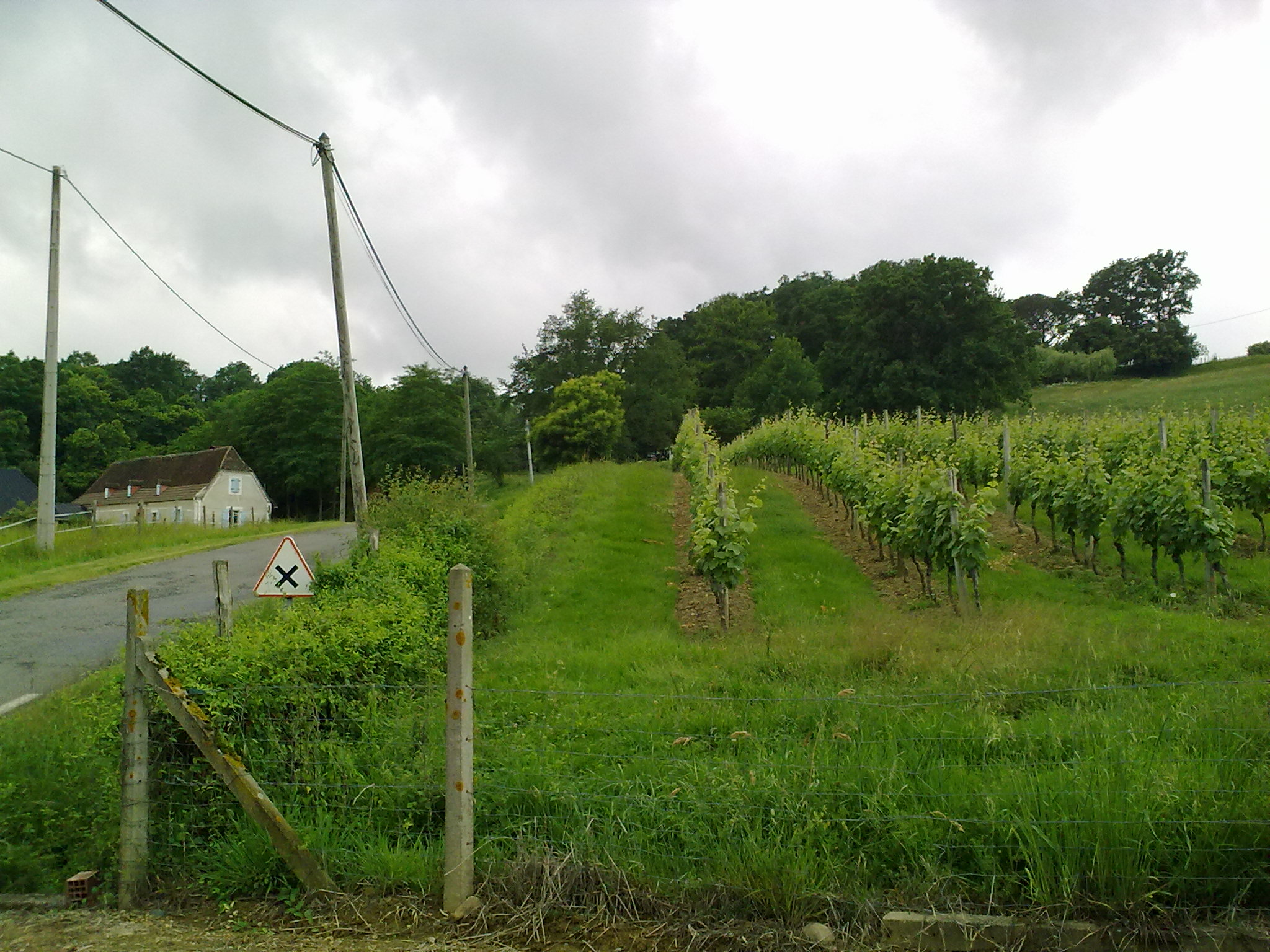
Vigne de Séméacq-Blachon.

L'appellation est située dans le pays du Vic-Bilh, dans un coude de la rive gauche de l'Adour, aux confins de trois départements : le Gers, les Hautes-Pyrénées et les Pyrénées-Atlantiques.
Environ 1 300 hectares sont déclarés en madiran chaque année, 1 273 ha en 2008 ; la production totale est de l'ordre de 60 000 hectolitres par an.
Dans le département du Gers, le décret mentionne trois communes : Cannet, Maumusson-Laguian et Viella.
Dans le département des Pyrénées-Atlantiques, l'appellation compte vingt-huit communes : Arricau-Bordes, Arrosès, Aubous, Aurions-Idernes, Aydie, Bétracq, Burosse-Mendousse, Cadillon, Castetpugon, Castillon, Conchez-de-Béarn, Corbère-Abères, Crouseilles, Diusse, Escurès, Gayon, Lasserre, Lembeye, Mascaraàs-Haron, Mont-Disse, Moncla, Monpezat, Moncaup, Portet, Saint-Jean-Poudge, Séméacq-Blachon, Tadousse-Ussau et Vialer.
Enfin, le département des Hautes-Pyrénées comporte six communes : Castelnau-Rivière-Basse, Hagedet, Lascazères, Saint-Lanne, Soublecause, et enfin Madiran, qui donne son nom à l'AOC.

### Géologie et orographie
Les sols sont constitués de roches détritiques et sédimentaires. Le relief est constitué des petites vallées du Bergons, du Saget et du Léez, séparées par des collines vallonnées.
Le haut des collines est constitué de sols siliceux à gros galets roulés. Ce terrain chaud et sec draine bien les excès d'eau, la réserve estivale étant contenue dans le sous-sol plus profond.
Les flancs de colline sont des sols argilo-calcaires sur sous-sol de molasse et calcaire. Ce type de sol contient une bonne réserve en eau, mais laisse ruisseler l'excédent.
Le bas des coteaux, en fond de vallée, est représenté par un sol limono-argileux de type boulbène. Ce terroir particulier est peu perméable, donnant une terre en surface humide l'hiver et un sol battant en été.

### Climatologie
La région est sous l'influence prépondérante du climat océanique de l'océan Atlantique voisin. Toutefois, une tendance continentale agît au nord-est du vignoble.
| Mois                                                                       | Janv | Fév  | Mars | Avr  | Mai  | Juin | Juil | Août | Sept | Oct  | Nov  | Déc  | Année |
| -------------------------------------------------------------------------- | ---- | ---- | ---- | ---- | ---- | ---- | ---- | ---- | ---- | ---- | ---- | ---- | ----- |
| Températures minimales moyennes (°C)                                       | 1,9  | 2,8  | 4,3  | 6,3  | 10,1 | 13   | 15   | 15,1 | 12,3 | 8,9  | 4,8  | 2,8  | 8,1   |
| Températures maximales moyennes (°C)                                       | 11   | 12,4 | 14,5 | 16,1 | 19,9 | 22,6 | 25,3 | 25,5 | 23,4 | 19,3 | 14,2 | 11,9 | 18    |
| Précipitations moyennes (mm)                                               | 100  | 98   | 96   | 114  | 113  | 81   | 63   | 72   | 83   | 100  | 113  | 100  | 1132  |
| Ensoleillement moyen (heures)                                              | 114  | 124  | 169  | 166  | 189  | 184  | 200  | 201  | 175  | 135  | 102  | 94   | 1852  |
| Source :Climatologie mensuelle moyenne - station Météo-France de Pau-Uzain |      |      |      |      |      |      |      |      |      |      |      |      |       |

Le climat local donne des hivers doux et des étés chauds. Les précipitations, importantes pour un vignoble, sont bien réparties, au printemps et à l'automne. L'ensoleillement important et les précipitations modérées l'été constituent un élément qualitatif pour la maturité du raisin, à condition que l'orientation et la topographie des parcelles soient aussi favorables.

## Le vignoble

### Encépagement

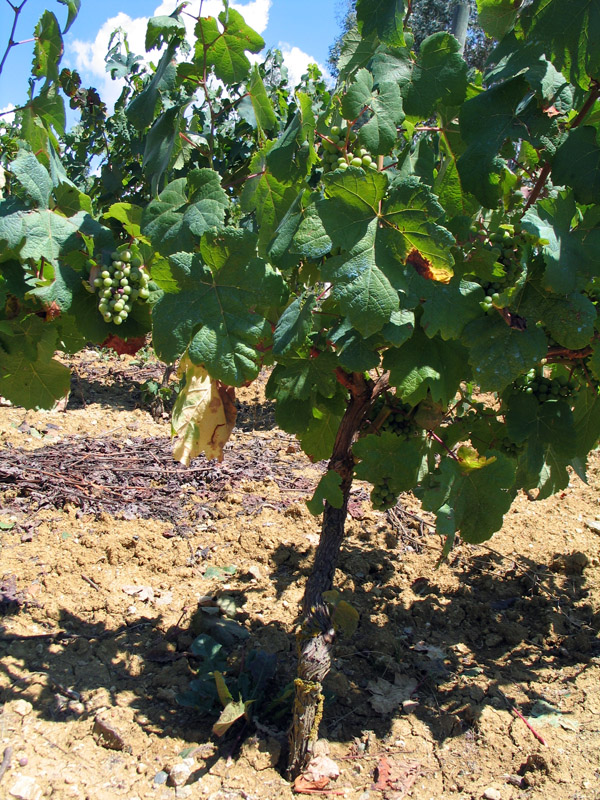
Pied de tannat N

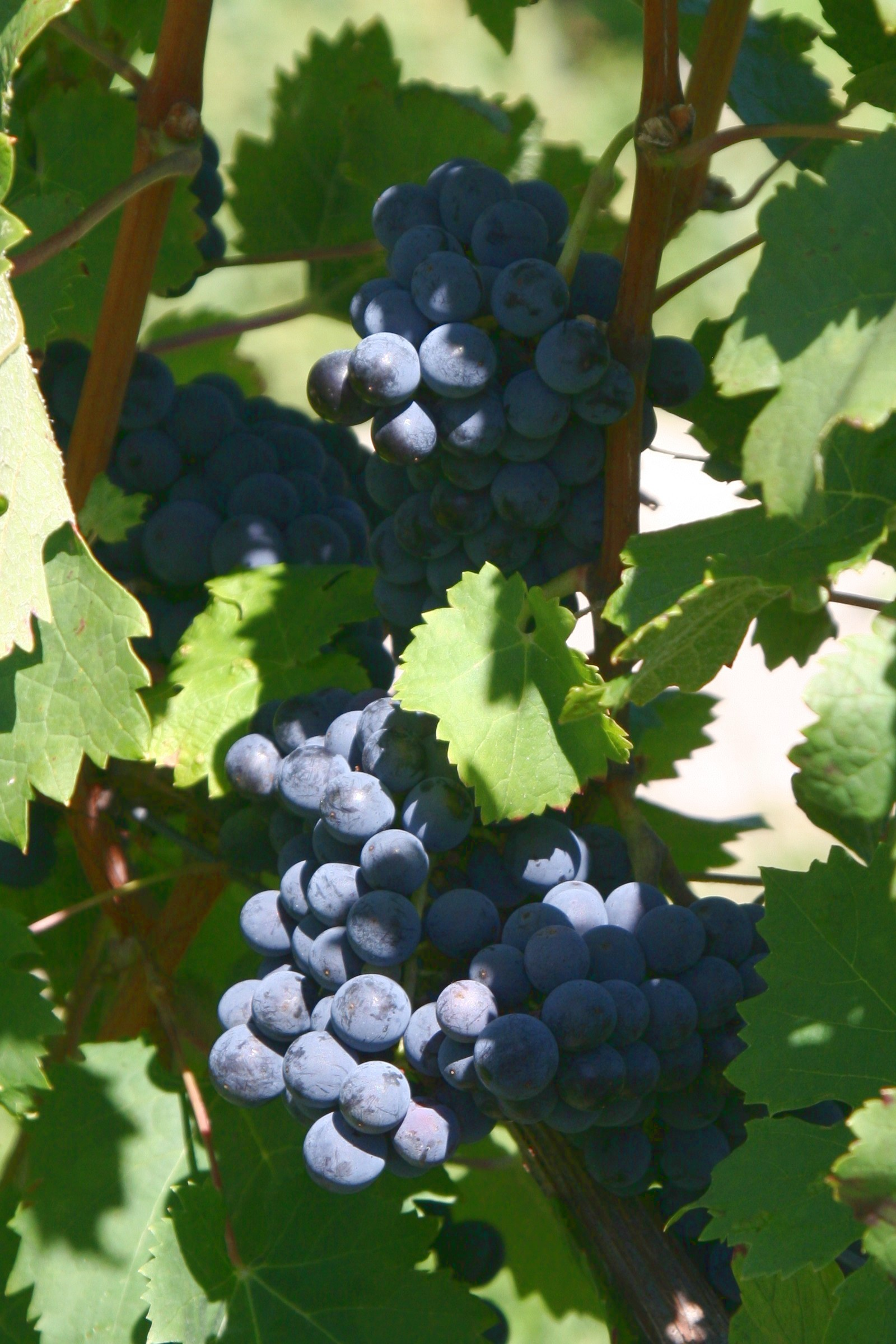
Grappes de cabernet franc mûres avant récolte.

Le décret d'appellation consacre le tannat N comme cépage principal et les cabernet franc N, cabernet sauvignon N et fer N comme cépages accessoires. Le décret précise que le tannat doit représenter entre 40 et 80 % de l'encépagement de l'exploitation. Lors de l'assemblage des cuvées, le tannat doit représenter au moins 50 % du volume. Il n'y a pas de maximum, donc les cuvées 100 % tannat sont autorisées.
Autrefois, l'encépagement régional était composé de manseng noir N, de pinenc, nom local du fer servadou N et du bouchy, nom local du cabernet franc N ; dans les années 1860, le docteur Guyot signale le tannat N comme un cépage nouvellement introduit.
Le tannat donne un vin très sombre, très charpenté et acide qui demande du temps pour être apte à être consommé. C'est donc un vin de garde qui se bonifie durant une dizaine d'années. Lors de l'accession à l'appellation d'origine contrôlée, les cépages accessoires ont été agréés pour assouplir les vins de tannat par assemblage, permettant la commercialisation du vin plus tôt.

### Pratiques culturales
Les vignes doivent être plantées à une densité minimum de 4 000 pieds par hectare, avec au moins 0,80 mètre entre les ceps dans le rang et 2,50 mètres au maximum entre les rangs. Dans le cas de vigne plantée en terrasse, la surface dévolue à chaque pied ne peut excéder 2,5 m2.
Le mode de taille de la vigne inclut le guyot, simple ou double, et le cordon de royat. Dans les deux cas, le nombre d'yeux (bourgeons fertiles) ne doit pas excéder quinze. Ce nombre de bourgeons doit être ramené à dix pour le tannat et douze pour les autres après épamprage. Cette opération doit être réalisée avant le stade floraison.
La vigne doit être conduite sur un palissage plan dont la hauteur doit dépasser 0,6 fois l'écartement entre les rangs. Les vignes doivent être entretenues, que ce soit sur le plan du traitement contre les maladies ou sur le plan de l'entretien du sol. L'usage des herbicides en hiver est interdit et les tournières doivent être enherbées. Le but de ces mesures est de limiter la pollution des sols par les désherbants. Le nombre de ceps morts ou manquants ne doit pas dépasser 15 % de la parcelle. Au-delà, le rendement de cette parcelle est amputé du pourcentage de manquants.

### Irrigation
L'irrigation est interdite du 1er mai jusqu'à la récolte. Toutefois, le décret précise qu'elle peut être exceptionnellement autorisée. Dans ce cas, elle est réservée aux conditions particulières de sécheresse d'un millésime et peut avoir lieu du 15 juin au 15 août, ce qui correspond aux stades de développement de la vigne « fermeture de la grappe » (grains formés qui se touchent) et « véraison » (le raisin change de couleur).
Cette autorisation est demandée par l'organisme de défense et de gestion de l'appellation auprès de l'INAO, motivée par des données climatiques et de l'état des vignes qui nécessitent la mesure. Le directeur de l'INAO peut accorder la dérogation après avis du comité régional INAO de Toulouse-Pyrénées. Le viticulteur qui le juge nécessaire s'engage à déclarer les parcelles irriguées avec la surface et le cépage à l'organisme d'inspection, et le matériel d'irrigation ne doit pas être enterré.

### Récolte
La charge maximale en raisin mesurée à la parcelle est limitée à 10 000 kilogrammes, masse ramenée à 9 000 kilogrammes lorsque l'irrigation a été utilisée. Ce raisin ne peut produire plus de 55 hectolitres par hectare.
La maturité du raisin est déterminée par sa richesse en sucre afin de prévoir le chantier des vendanges. Le tannat doit comporter au moins 198 grammes de sucre par litre. Pour les autres cépages, 189 grammes par litre suffisent. Cette différence provient de la quantité de polyphénols présents dans le tannat ; en cas de maturité insuffisante, ils confèrent au vin dureté et astringence, préjudiciables à leur appréciation organoleptique. Une fois vinifiés, ces raisins doivent donner un vin dont le titre alcoométrique dépasse 11,5 % de volume.
Le début de la récolte est tributaire de la publication du ban des vendanges, date convenue entre les représentants des vignerons et des représentants de l'INAO, en fonction des caractéristiques du millésime. Le raisin peut être récolté à la main ou à l'aide d'une machine à vendanger. La majorité des parcelles sont récoltées mécaniquement, mais quelques vieilles parcelles mal adaptées au passage de la machine sont encore vendangées avec une équipe de vendangeurs. Il est à noter que les coopératives de Crouseilles et de Plaimont préservent, pour raisons qualitatives et sociales, les vendanges à la main du cépage Tannat, soit 70 % de leurs surfaces. Le raisin est transporté en remorque ou caissettes de la vigne vers le chai. Les remorques autovidantes par pompe à palette sont interdites : leur vitesse de rotation abîme le raisin.

## Vin

### Vinification et élevage
À l'arrivée au chai de vinification, le raisin est éraflé. Cette technique, destinée à empêcher que des éléments indésirables de la grappe ne migrent dans le vin lors de la macération, est obligatoire et se produit juste avant la mise en cuve. Là, le raisin va subir la fermentation alcoolique qui transforme les sucres du raisin en éthanol. La macération entre le moût (jus de raisin) et le marc (pellicules et pépins de raisin), dure généralement au-delà de la fermentation, afin de favoriser une dissolution des polyphénols dans le vin. Cette extraction est favorisée par la température (idéalement autour de 30 °C) et la présence d'alcool. Elle peut varier entre quinze et quarante jours, selon le type de vin recherché et la qualité de la vendange.
La fermentation malolactique se produit ensuite. Sous l'action des bactéries lactiques, l'acide malique, porteur de deux groupes carboxyles, se transforme en acide lactique porteur d'un seul groupe. L'opération fait gagner de la stabilité au vin (suppression du risque que cette fermentation en bouteille produise un pétillement), fait diminuer l'acidité et confère au vin une qualité de dégustation supérieure. Cette fermentation doit avoir lieu avant la commercialisation du vin. Elle s'apprécie par le dosage de l'acide malique : son taux doit être inférieur à 0,4 gramme par litre.
L'élevage du vin consiste à le clarifier et favoriser la polymérisation de composés du vin afin d'en affiner les arômes et sensations organoleptiques. L'élevage du madiran doit durer au moins un an puisque le décret précise que la commercialisation ne peut avoir lieu avant le 1er novembre de l'année qui suit celle de la récolte. Dans la réalité, le travail du vin en chai d'élevage peut être beaucoup plus long, notamment pour les cuvées les plus prestigieuses. Ainsi, la cuvée XL (40 en chiffres romains) du château Montus passe-t-elle quarante mois en barrique. Cet élevage se fait généralement en cuve pour les vins destinés à être commercialisés jeunes, plus souvent en barrique pour les vins dont l'élevage nécessite une plus longue durée. La technique du microbullage a été inventée par un vigneron madiranais ; il souhaitait élever ses vins par micro-oxygénation, sans avoir l'aromatisation liée à la barrique. Il a donc mis au point une céramique reliée à une bonbonne d'oxygène pur qui diffuse un petit filet d'oxygène micro-dosé au fond de la cuve.

### Normes analytiques avant conditionnement
Après l'élevage nécessaire au type de vin recherché, le vinificateur prépare le conditionnement.

### Type de vin
C'est un vin rouge de couleur rubis sombre, charpenté et très tannique. Sa structure tannique est si intense que le madiran est le seul vin qui ne peut être commercialisé sans avoir préalablement passé au minimum douze mois en cave.
Le madiran semble, d'après les recherches scientifiques de R. Corder, le vin rouge qui contient le plus de polyphenols de France. Ces polyphénols sont des procyanidines vasoactives, protégeant le cœur et les vaisseaux sanguins.

### Gastronomie

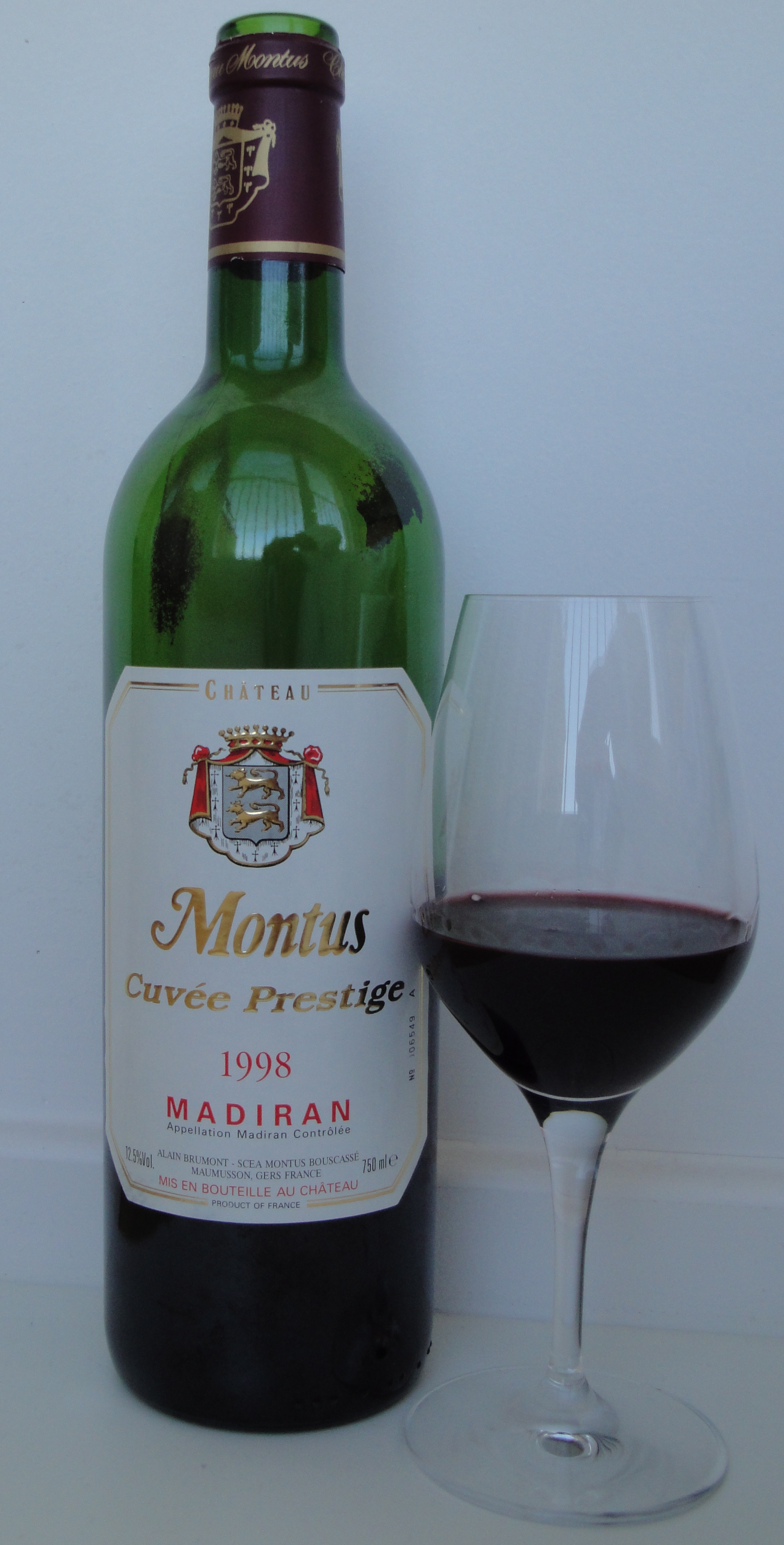
Madiran à la robe sombre, presque noire.

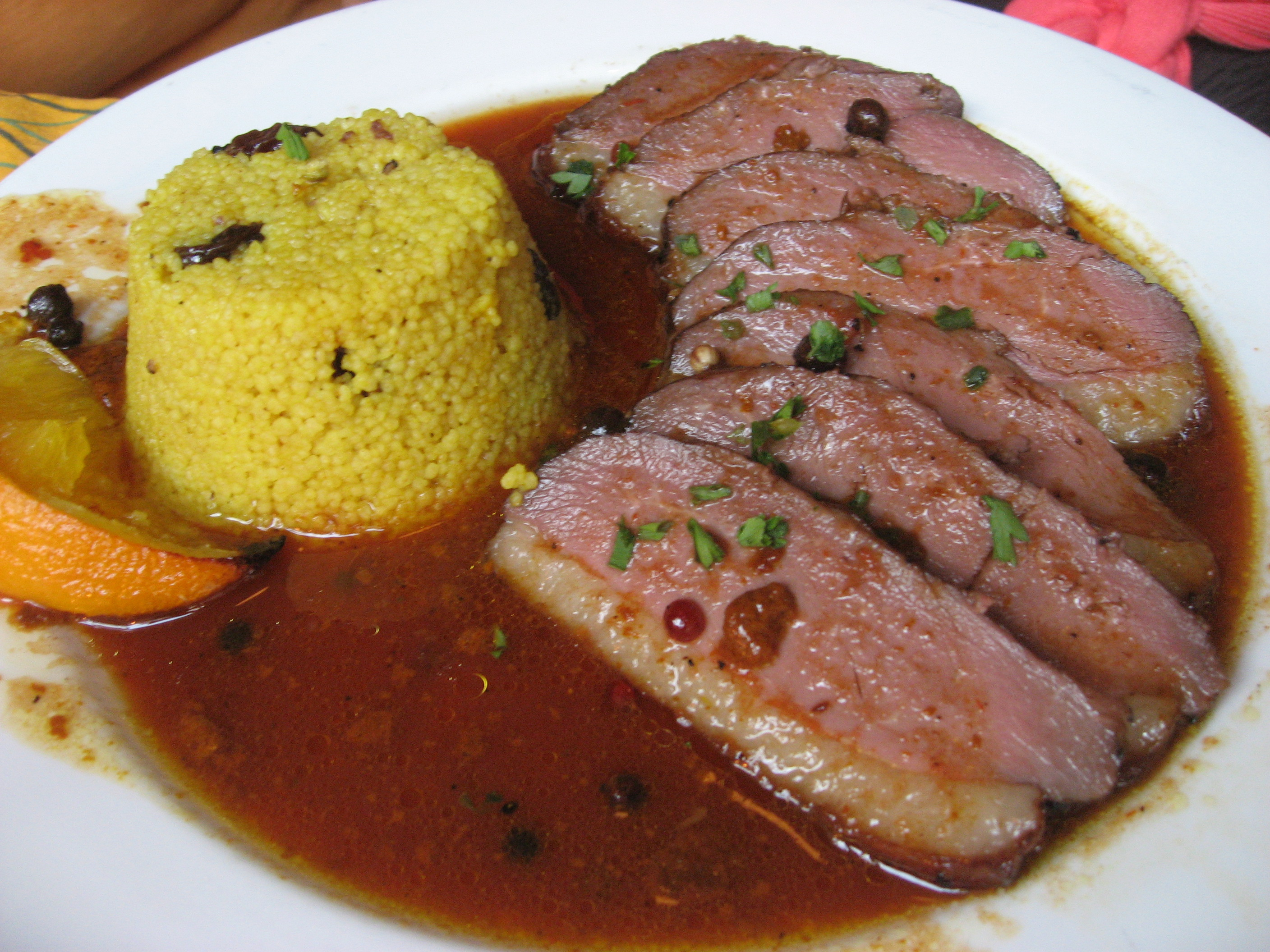
Assiette de magret, un plat qui convient très bien au madiran.

Le madiran est généralement servi à température ambiante (entre 14 °C et 16 °C. l'excès de chaleur faisant ressortir l'alcool, et la fraîcheur fait ressortir les tanins), il peut être utile de le passer en carafe une heure ou plus avant de le déguster (selon millésimes et la catégorie).
Il existe trois grands types de madiran : les tendances sur le fruit et pouvant être consommés jeunes, les traditions le plus souvent élevés en cuves avec très peu de « boisé » et les cuvées à forte proportion de tannat, sélections de parcelles et élevage plus long en barrique.[réf. nécessaire]
Le madiran jeune met en valeur les viandes grillées, agneau, bœuf, porc, magret de canard… ou confites : canard, oie, porc, cassoulet… Pour les ragoûts, gibiers et daube de cèpes, les vins plus vieux sont mieux adaptés. En fin de repas, ces vins conviennent aux fromages des Pyrénées : tommes de brebis (ossau-iraty notamment), chèvre ou vache. Moins locaux, les cantal ou laguiole sont aussi des choix adaptés.
En cuisine, le madiran est utilisé pour mouiller des viandes en sauce : daube de bœuf ou de sanglier, salmis de palombe locale, civets de gibier… Plus original, il sert aussi à cuisiner le saumon de l'Adour.

## Le pacherenc du Vic-Bilh
Le pacherenc du Vic-Bilh est un vin blanc produit sur le même terroir viticole que le madiran. Il existe en sec ou en moelleux. Le seul nom de l'appellation signifie forcément un vin moelleux, la mention sec étant ajoutée pour le vin éponyme.

## Liste des producteurs
- Aurions Idernes
  - Domaine du Crampilh
  - Domaine Hourcadet
  - Clos Les Mets d'Ames
- Aydie
  - Château d'Aydie
  - Domaine Damiens
  - Domaine Dou Bernès
  - Domaine Poujo
- Cannet
  - Domaine du Moulié
- Castelnau Rivière Basse
  - Château Montus
- Conchez de Béarn
  - Domaine Betbeder
- Corbère-Abères
  - Château Peyros
- Crouseilles
  - Clos de l'Eglise
- Labarthète
  - Domaine de Maouries
- Madiran
  - Clos Fardet
  - Domaine les Pyreneales
- Maumusson-Laguian
  - Château Barréjat
  - Château Bouscassé
  - Domaine Brana
  - Domaine Capmartin
  - Domaine de Grabiéou
  - Domaine Labranche Laffont
  - Château Laffitte Teston
  - Domaine Monblanc
  - Domaine Sergent
  - Domaine Tailleurguet
- Moncaup
  - Clos Basté
- Riscle
  - Château Latreille Sounac
- Saint-Lanne
  - Cru du Paradis
- Saint-Mont
  - Plaimont Producteurs
- Soublecouse
  - Domaine de Barbazan
  - Domaine d'Héchac
  - Domaine Pichard
- Viella
  - Domaine de Bassail
  - Domaine Bernet
  - Domaine Berthoumieu
  - Domaine Laougué
  - Château du Pouey
  - Château de Viella

## La maison des vins de Madiran
La maison des vins de Madiran, installée au cœur historique du village qui porte le même nom que l'appellation, ouvre ses portes pendant la période estivale pour permettre à tous ses visiteurs d'en savoir plus sur ces vins ainsi que sur la région Midi-Pyrénées afin de mettre en avant ce patrimoine culturel à travers des dégustations, des rencontres avec des vignerons et autres animations, via une vinothèque les différents cépages qui font le Madiran, comme le tannat, le cabernet sauvignon, mais il est également possible, dans cette démarche œnotouristique, de découvrir des produits gastronomiques locaux, en accord avec les vins.
Le village de Madiran, situé dans le Val d'Adour, dans les Hautes-Pyrénées, a donné son nom à l'appellation, qui regroupe plusieurs villages avoisinants, dont certains se trouvent dans le Gers et les Pyrénées Atlantiques.
Depuis 2015, la maison des vins est partenaire de plusieurs offices du tourisme afin de proposer un programme plus complet en faisant découvrir à la fois l'appellation et la région de Madiran.

## Événements
Tous les 14 et 15 août, la fête du vin de Madiran et du pacherenc du Vic-Bilh a lieu au village du Madiran.
En novembre, les domaines du Madiran participent aux portes ouvertes.

## Figures emblématiques de l'appellation
- Alain Brumont, vigneron aux châteaux Bouscassé et Montus, a hissé la notoriété de ses vins au niveau des grands crus bordelais[16] ;
- Patrick Ducourneau, vigneron inventif, est à l'origine de la création du microbullage[17].